# Якимчук Віта Миколаївна
Віта Миколаївна Якимчук (нар.. 7 квітня 1980 року, Київ, Українська РСР) — українська лижниця, учасниця трьох Олімпійських ігор і семи чемпіонатів світу. Спеціалізувалася на дистанційних гонках.

## Спортивні виступи
У Кубку світу Віта Якимчук дебютувала в лютому 2000 року, а в листопаді 2001 року вперше потрапила до десятки кращих на етапі Кубка світу, в естафеті. Всього має на своєму рахунку два потрапляння до десятки кращих на етапах Кубка світу, обидва в естафеті. В особистих гонках не піднімалася вище 13-го місця. Кращим досягненням Якимчук у загальному підсумковому заліку Кубка світу є 70-е місце в сезоні 2004—2005 років.

### Досягнення
На Олімпіаді-2002 в Солт-Лейк-Сіті, була 41-ю в спринті та 44-ю в мас-старті на 15 кілометрів.
На Олімпіаді-2006 в Турині, стартувала в чотирьох гонках: спринт — 36-е місце, скіатлон 7,5 + 7,5 км — 26-е місце, мас-старт на 30 км — 22-е місце, естафета — 8-е місце.
У січні 2007 року на Всесвітній Універсіаді Віта Якимчук здобула срібну нагороду у лижній гонці масовим стартом на 15 кілометрів.
На Олімпіаді-2010 у Ванкувері, посіла 45-е місце в скіатлоні 7,5 + 7,5 км.
За свою кар'єру брала участь в семи чемпіонатах світу. Найкращий результат — 11-е місце в естафеті на чемпіонаті 2009 року в чеському Ліберці. В особистих гонках не піднімалася вище 25-го місця.
Віта Якимчук завершила професійну спортивну кар'єру після закінчення сезону 2010/2011 років.
Використовувала лижі виробництва фірми Fischer, черевики і кріплення Salomon .